# Steven Obanno
Steven Obanno é uma personagem fictícia do filme 007 Casino Royale de 2006. Um dos inimigos de James Bond e líder de uma exército rebelde de Uganda, ele é interpretado pelo ator marfinense Isaach De Bankolé.

## No filme
Através de Mr. White, da organização terrorista Quantum, Obanno, que lidera um exército rebelde acampado no interior de Uganda, contrata Le Chiffre, o principal vilão do filme e um investidor e banqueiro de diversas organizações terroristas internacionais, para investir os fundos de sua organização. Ele deixa claro ao banqueiro que quer dispor de seu dinheiro a qualquer momento e em qualquer lugar do mundo.
De maneira a conseguir maiores lucros, Le Chiffre investe todo o dinheiro em ações da SkyFleet, uma companhia aérea, a qual pretende sabotar para levá-la a falência e comprá-la, divindo-a em várias empresas, gerando enormes lucros para si e seu cliente. Com seu plano de sabotagem contra o avião protótipo da companhia falhando pela intervenção de James Bond, Le Chiffre resolve jogar no Casino Royale para recuperar o investimento perdido, mais de 100 milhões de dólares.
Descobrindo que seu dinheiro foi perdido, Obanno e seu capanga invadem a suíte de Le Chiffre no hotel-cassino de Montenegro e ameaçam matá-lo e amputar o braço de sua amante, Valenka. Mudando de ideia, entretanto, para dar a Le Chiffre a chance de recuperar o dinehiro na mesa de jogo, ele e seu capanga saem da suíte e encontram do lado de fora Bond e Vesper Lynd fingirem namorar. Ao notarem que o espião tem um transmissor na orelha, que o fez escutar toda a conversa no quarto, Obanno e seu capanga atacam Bond e na violenta luta que se segue ele acaba morto, estrangulado por 007.